# Chiliadoú (Phocide)
Chiliadoú (grec moderne : Χιλιαδού) est une localité située dans le dème de Doride, dans le district régional de Phocide, dans la périphérie de Grèce-Centrale, en Grèce.
Selon le recensement de 2021, elle compte 107 habitants.